# Iris Antman

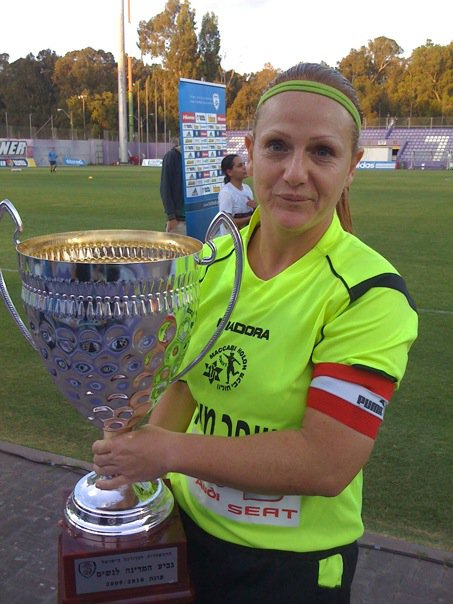
Iris Antman

Iris Antman (Avrahem) (hebräisch איריס אנטמן (אברהם)‎; * 28. November 1975) ist eine ehemalige israelische Fußballnationalspielerin auf der Position des Torwarts.
Antman wurde zwischen 1997 und 2010 für die Auswahl Israels in 20 Länderspielen eingesetzt. Auf Vereinsebene spielte sie unter anderem für Maccabi Holon.